# Земля Лади

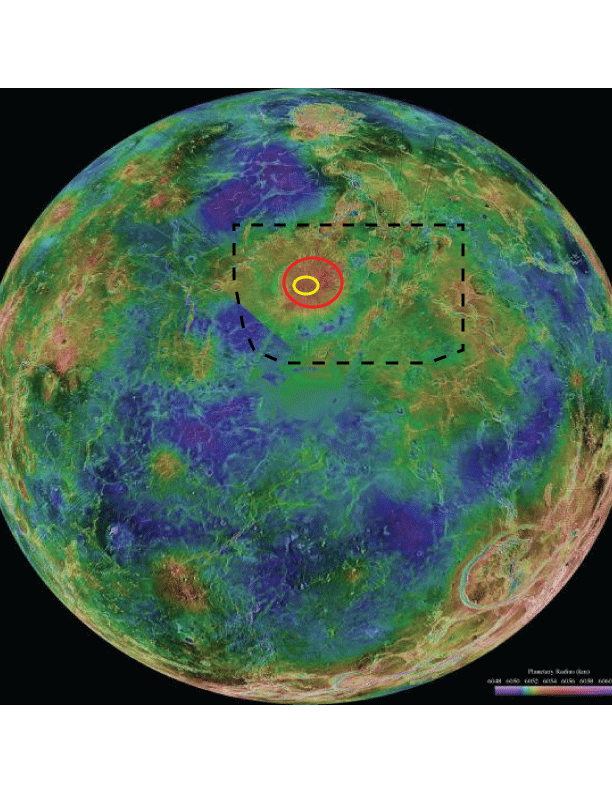
Вид на південну півкулю Венери. V-56 квадрангл, оточений чорною штрихованою лінією. Вінець Кетцалпетлатль виділений червоним кольором, а внутрішній вінець Боала — жовтим. Фонове зображення NASA/JPL.

Земля Лади (лат. Lada Terra) — велика територія біля південного полюса Венери, центр якої знаходиться на 60° пд. ш. 20° сх. д. / 60° пд. ш. 20° сх. д., 8615 км завширшки.  Вона визначена Міжнародним астрономічним союзом як одна з трьох "основних земель" Венери.  
Широкий регіон Лади містить масивні вінці, рифтові зони та вулканічні рівнини, а також багато інших особливостей, які вчені систематизують, щоб описати історію цієї складної планети.  У 1990 р. радіолокатор Венери (Магеллан) виявив найбільшу систему каналів на планеті, розташовану в північній частині Лади.  Незважаючи на те, що Лада зазвичай вважається високогір'ям Венери, топографія набагато нижча, ніж її північні аналоги Землі Іштар та Афродіти. 

## Назва
Земля Лади названа на честь Лади, слов'янської богині кохання. Термін "земля" не є аналогом суші на Землі, оскільки на Венері немає океанів. Цей термін застосовується до ділянок планети, які перевищують середній радіус планети.

## Особливості

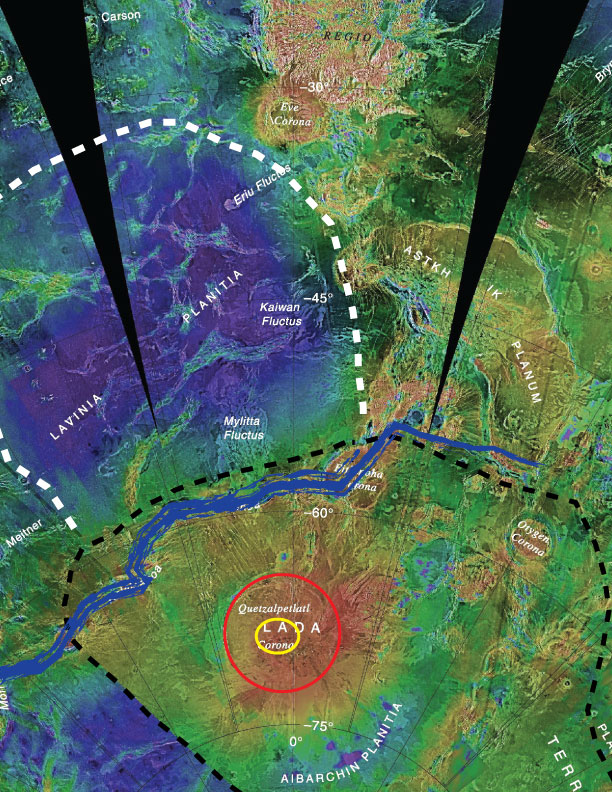
Розширений вид на Земля Лади. Чорна пунктирна лінія обмежує Землю Лади, тоді як біла — рівнину Лавінію. Вінець Кетцальпетлатль — червоним, а вінець Боала — жовтим. Пояс Альфа-Лада зображений як ламана світло-синя лінія. Фонове зображення NASA/JPL.

Земля Лади — одна з восьми областей на поверхні Венери, поряд з Іштар та Афродіти, що розташовані поблизу північної полярної області та екватора відповідно. Лада має діаметр 8615 км і охоплює більшу частину південного полюса на Венері. Регіон складається з сильно деформованих місцевостей, що свідчить про процеси деформації кори, що впливали на область в минулому.  Низовини мають набагато гладший рельєф з дуже малою деформацією, що вчені вважають відносно молодими залишками потоків лави.  Найвидатніший регіон — це середньогір’я, де пологий рельєф порушений розломами, тріщинами та вінцями, що робить цю територію найбільш складною та досліджуваною областю на Землі Лади.

### Підйом Лади
Західна частина Землі Лади містить велику куполоподібну структуру близько 2000 км і називається "Підйом Лади". Він досягає висоти близько 3 км і тут знаходиться один з наймасивніших вінців у Сонячній системі, Кетцалпетлатль, а також дві масивні рифтові зони, що частково перетинають підйом.  У 2007 році дані, отримані з місії Venus Express за допомогою спектрометра видимого та інфрачервоного тепловізійних зображень, виявили високі аномалії випромінювання, що, на думку багатьох вчених, є ознакою гарячої точки, аналогічною гавайській гарячій точці на Землі.  Це, а також позитивна гравітаційна аномалія, вказують на відносно недавню активність у регіоні. Підйом магми, що пов'язаний з гарячою точкою, здається, був основним процесом, що сформував Підйом Лади.  

#### Пояс Альфа-Лада
Розлом близько 6000 км завдовжки довжину і 200 км завширшки, названий поясом Альфа-Лада, охоплює північно-західний край Землі Лади, відокремлюючи відносно високі землі Лади від широких низин Лавінії.  Рівнина Лавінії, можливо, є зоною опускання магми. Близькість цієї зони до підйому Лади, що сформувався за рахунок підняття магми, можливо спричинила формування рифтової зони розлому. 

#### Пояс Аммавуро-Кетцалпетлатль
Другий розлом, названий поясом Аммавуро-Кетцалпетлатль, становить 2000 км завдовжки і 300 км завширшки, лежить у північно-східному регіоні Лади.  Ці два масивні розломи перетинаються в північному регіоні Лади. Деформація двох поясів відбулася одночасно, хоча більший розлом Альфа-Лада, швидше за все, продовжував деформуватися протягом більш тривалого періоду. 

### Вінець Кетцалпетлатль
На відміну від більшості вінців на планеті, які складають близько 200 км в діаметрі, вінець Кецальпетлатль має діаметр близько 800 км. Це третя за розміром корона після Вінців Артеміди та Хенг-О.  Він знаходиться на підйомі Лади, а частина вінця перетинає пояс Аммавуро-Кетцалпетлатль у північно-західному регіоні Лада Терра. У центрі вінця розташоване підняття, оточене заглибленням. Вінець характеризується масивними потоками лави, що вкривають майже 600 000 км2. Це найбільше лавове поле, що спостерігалося на Венері до сьогодні. Порівняно з іншими вінцями, вінець Кецальпетлатль має не лише найбільші лавові потоки, а й ще відзначається значною гомогенністю складу цих потоків, на відміну від решти вінців, що мають досить гетерогенний склад лави. 

#### Вінець Боала
Вінець Кетцалпетлатль містить у собі молодший, менший вінець на ім’я Боала, що знаходиться на вершині Підйому Лади. У центрі вінця розташована депресія оточена пологим хребтом. 

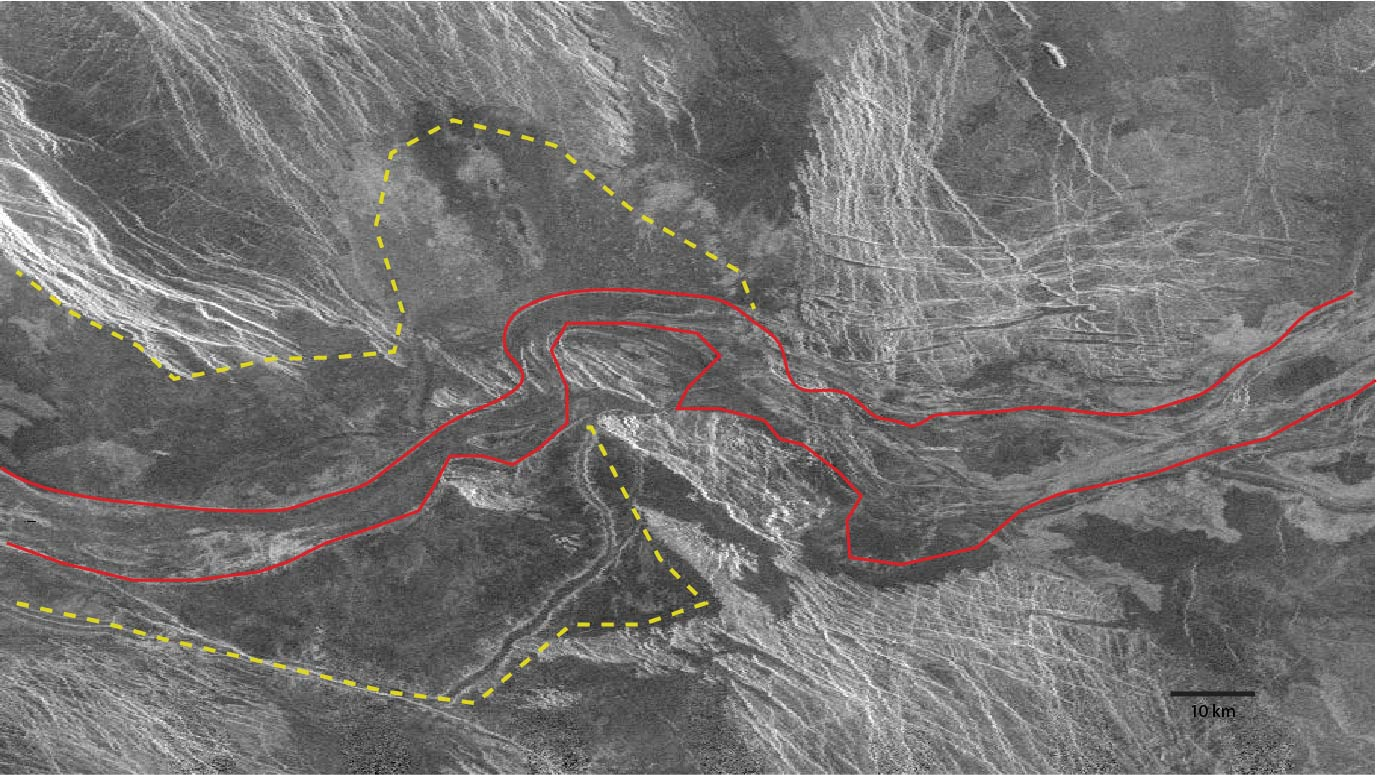
Канали, окреслені червоним кольором, та молоді потоки зображені жовтими штриховими лініями. Ширина каналів близько 20 кілометрів. Земля Лади, південна півкуля Венери. Фонове зображення NASA/JPL